# Ivo Iličević
Ivo Iličević (ur. 14 listopada 1986 w Aschaffenburgu, Niemcy) – chorwacki piłkarz grający na pozycji ofensywnego pomocnika.

## Życiorys
Iličević urodził się w Aschaffenburgu w Niemczech w rodzinie chorwackich emigrantów.
Piłkarską karierę rozpoczynał w Viktorii Aschaffenburg. W 2004 roku został zawodnikiem drużyny SV Darmstadt 98. W jej barwach zadebiutował 24 marca 2005 w wygranym 3:0 meczu Regionalligi z SC Pfullendorf. W swym debiucie zdobył gola, a w kolejnym spotkaniu z VfR Aalen także wpisał się na listę strzelców. Darmstadt, prowadzone przez Bruno Labbadię, zajęło 5. miejsce w lidze, a rok później, w sezonie 2005/06, powtórzyło ten wynik. Iličević strzelił w nim 6 goli.
Latem 2006 Iličević za 600 tysięcy euro przeszedł do pierwszoligowego VfL Bochum. W jego barwach zadebiutował 12 sierpnia w przegranym 1:2 wyjazdowym meczu z 1. FSV Mainz 05, gdy w 57. minucie zmienił Olivera Schrödera. Natomiast w meczu z Arminią Bielefeld (2:1) zdobył swojego pierwszego gola na boiskach Bundesligi. Na początku 2008 roku odszedł do drugoligowego SpVgg Greuther Fürth. Z kolei w 2009 roku został piłkarzem 1. FC Kaiserslautern, z którym w 2010 roku osiągnął awans z drugiej do pierwszej ligi Niemiec. 31 sierpnia 2011 przeszedł do HSV Hamburg za około 4 miliony euro.
| Sezon   | Klub                        | Kraj   | Rozgrywki     | Mecze | Bramki |
| ------- | --------------------------- | ------ | ------------- | ----- | ------ |
| 2004/05 | SV Darmstadt 98             | Niemcy | Regionalliga  | 3     | 0      |
| 2005/06 | SV Darmstadt 98             | Niemcy | Regionalliga  | 30    | 6      |
| 2006/07 | VfL Bochum                  | Niemcy | Bundesliga    | 19    | 2      |
| 2007/08 | VfL Bochum                  | Niemcy | Bundesliga    | 6     | 0      |
| 2007/08 | SpVgg Greuther Fürth        | Niemcy | 2. Bundesliga | 11    | 0      |
| 2008/09 | SpVgg Greuther Fürth        | Niemcy | 2. Bundesliga | 27    | 4      |
| 2009/10 | 1. FC Kaiserslautern (wyp.) | Niemcy | 2. Bundesliga | 30    | 4      |
| 2010/11 | 1. FC Kaiserslautern        | Niemcy | Bundesliga    | 21    | 5      |
| 2011/12 | Hamburger SV                | Niemcy | Bundesliga    | 18    | 2      |
| 2012/13 | Hamburger SV                | Niemcy | Bundesliga    | 8     | 1      |
| 2013/14 | Hamburger SV                | Niemcy | Bundesliga    | 18    | 3      |
| 2014/15 | Hamburger SV                | Niemcy | Bundesliga    | 9     | 0      |
| 2015/16 | Hamburger SV                | Niemcy | Bundesliga    | 31    | 4      |
| 2016/17 | Anży Machaczkała            | Rosja  | Priemjer-Liga | 12    | 0      |